# Potamarcha congener
Potamarcha congener là loài chuồn chuồn trong họ Libellulidae. Loài này được Rambur mô tả khoa học đầu tiên năm 1842.

## Hình ảnh

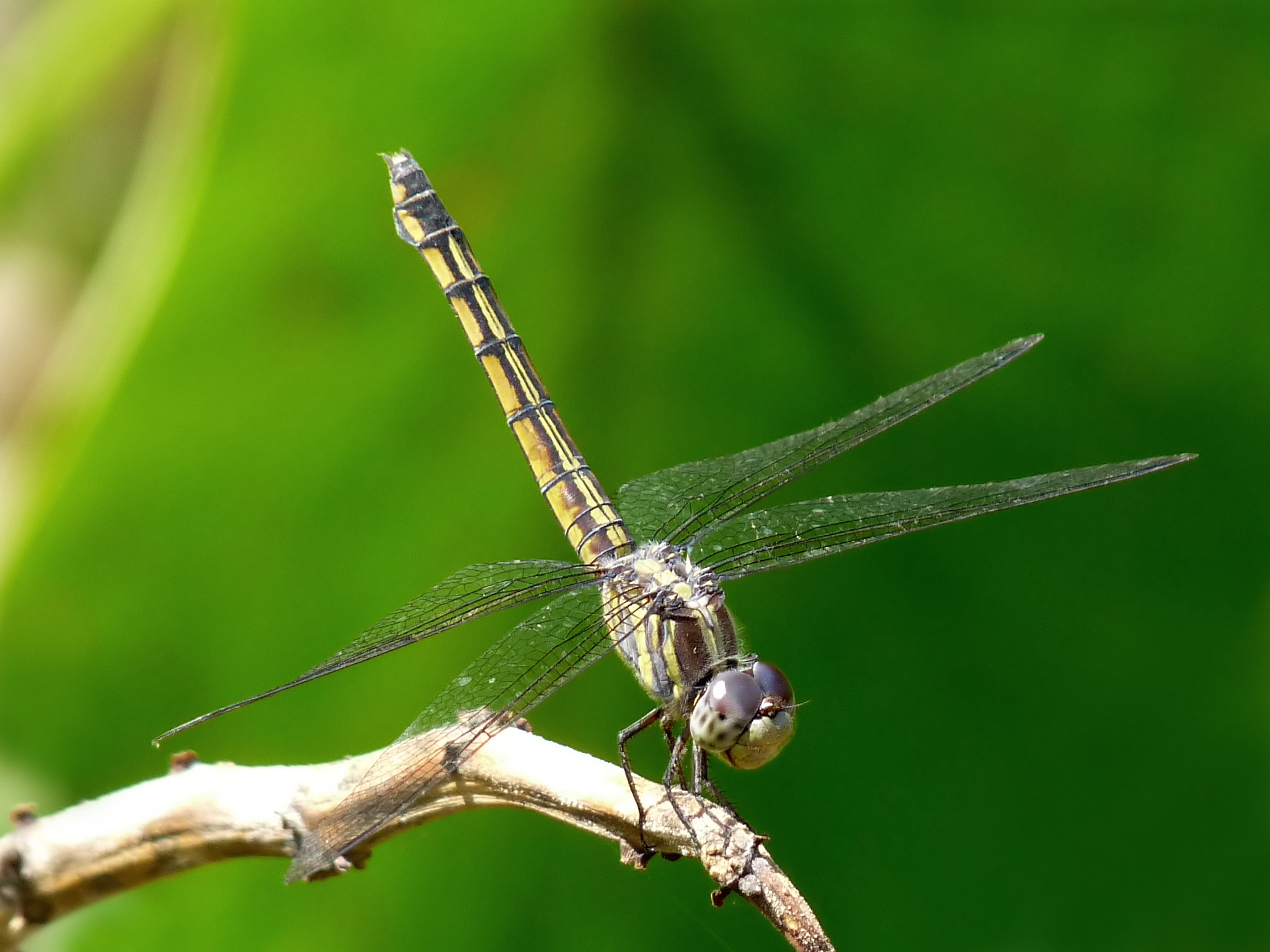
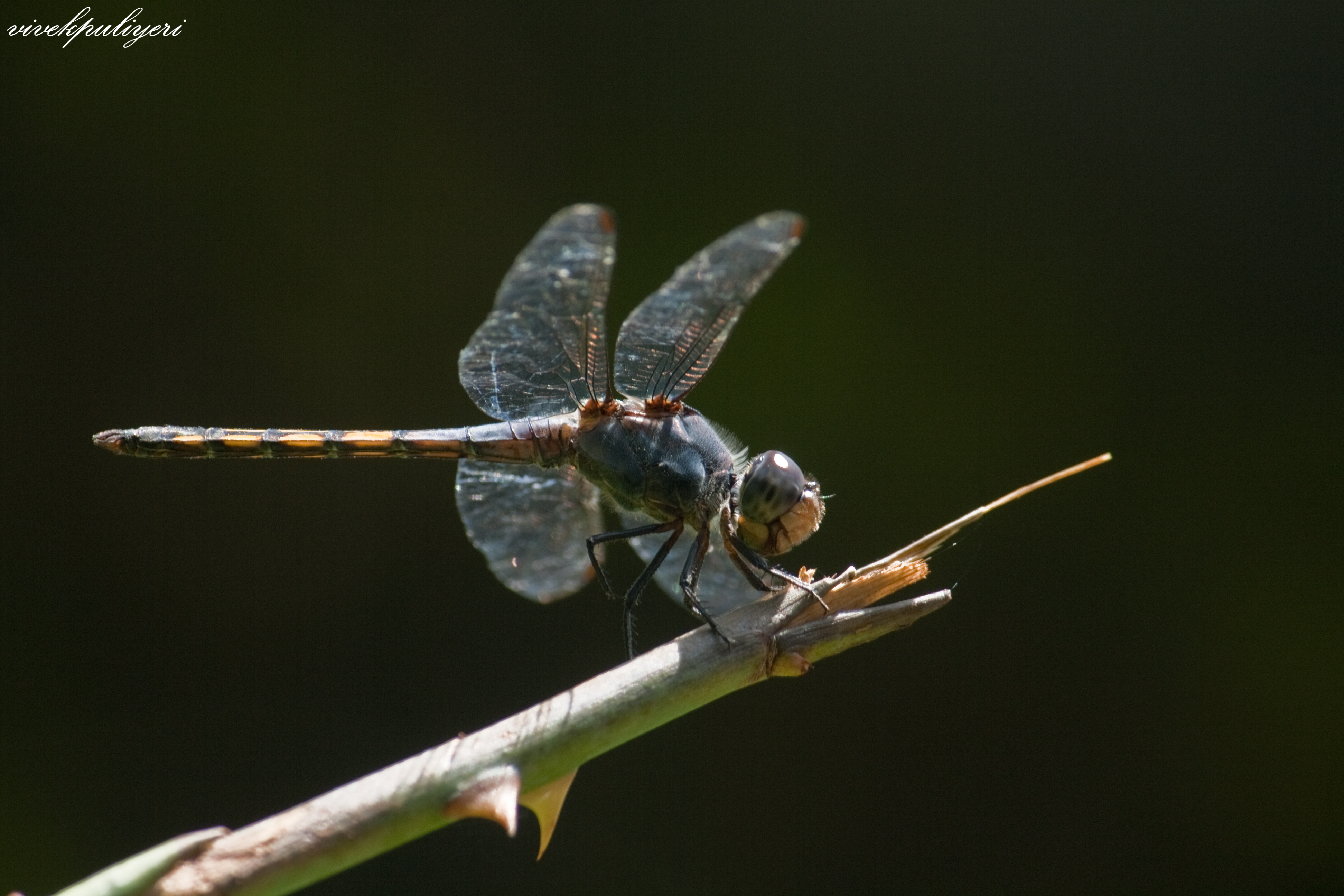
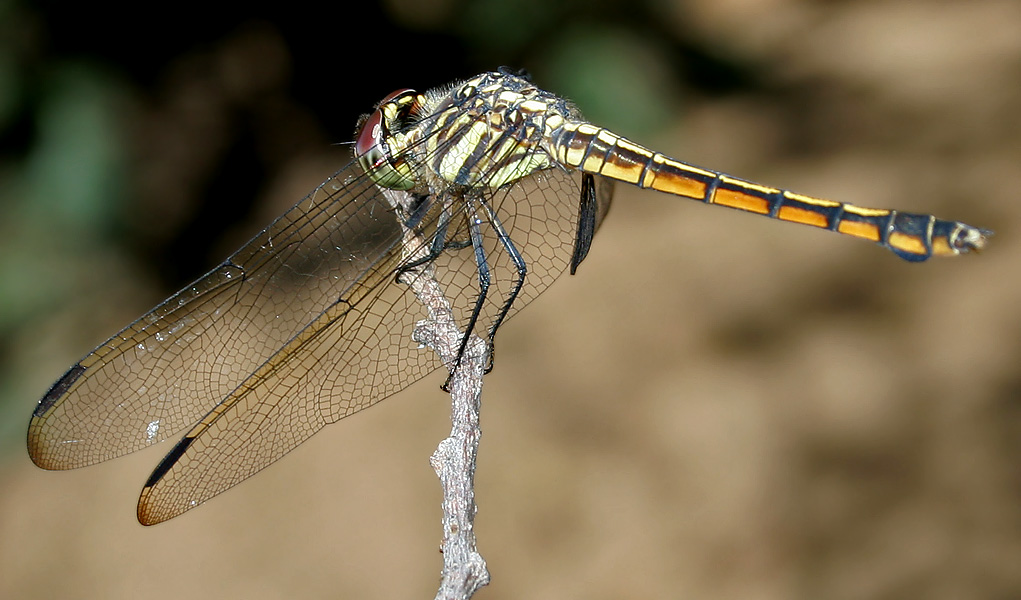
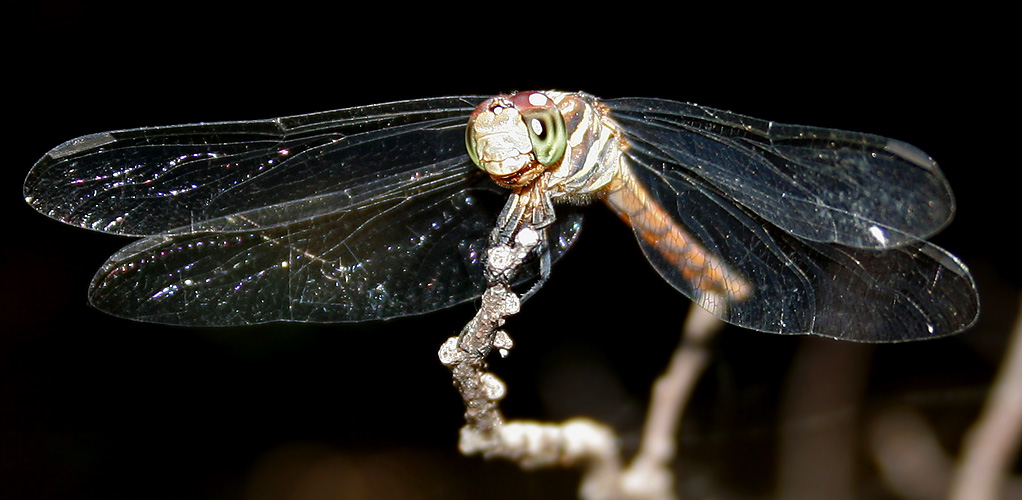